# والسال
latitudeوالسالlongitudeوالسال
والسال (به انگلیسی: Walsall) شهری در منطقهٔ منچستر-لیورپول کشور انگلستان است. این شهر در ۸ کیلومتری شمال غرب بیرمنگام واقع شده‌است. در سال ۱۹۹۱ میلادی ۱۷۴٫۷۳۹ نفر جمعیت داشته و در سرشماری سال ۲۰۰۱ جمعیت آن به ۱۷۰٫۹۹۴ نفر رسیده‌است. میزان رشد سالانهٔ جمعیت والسال ‎۰٫۰۶ درصد می‌باشد و جمعیت این شهر در سال ۲۰۱۲ به ۱۷۲٫۱۴۶ نفر تغییر یافت.